# Eois multilunata
Eois multilunata är en fjärilsart som beskrevs av William Schaus 1912. Eois multilunata ingår i släktet Eois och familjen mätare. Inga underarter finns listade i Catalogue of Life.